# Sisal

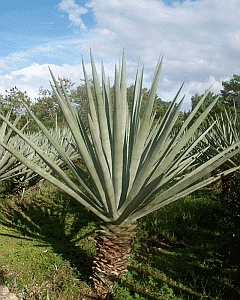
Agave sisalana

Sisal je textilní vlákno, které se získává z listů agáve sisalové (Agave sisalana). Rostlině se daří jen v tropickém a subtropickém pásmu.
Celosvětová produkce se snížila od 300 tisíc ročních tun na začátku století na cca 205 až 210 tisíc tun koncem 2. dekády.(Většina připadá na východní Afriku, ke známým producentům patří také Čína, Mexiko a Brazílie).

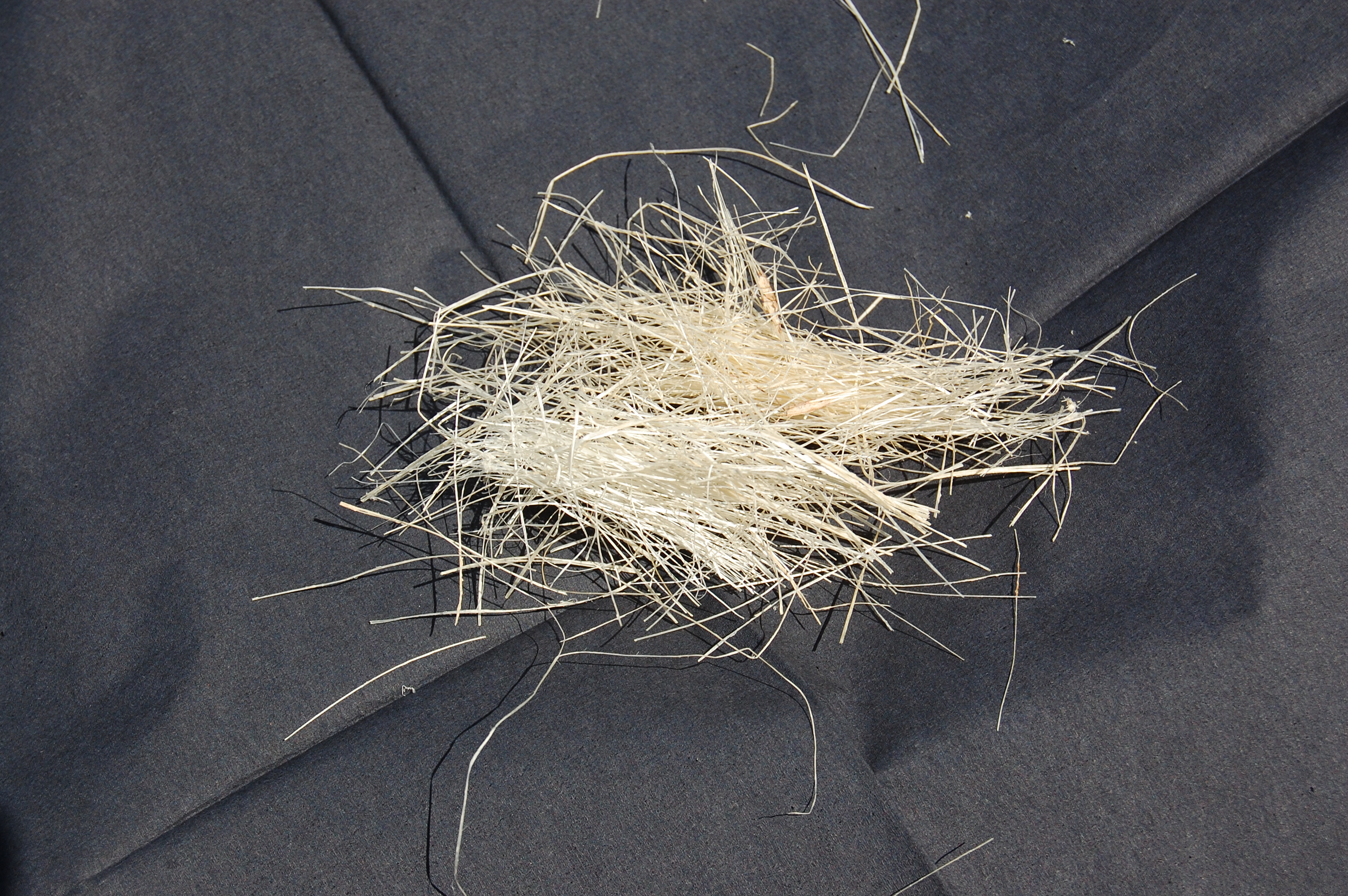
Sisalová vlákna

| celulóza a hemicelulóza | lignin  | pektiny | voda, vosky, popel |
| 65–80 %                 | 10–20 % | 2–4 %   | 2–4 %              |

| Spec. hmotnost | 1,33 g/cm³ | Modul elasticity           | 3,82 GPa                       |
| Délka          | 60–110 cm  | Tažnost                    | 2,9–6,8 %                      |
| Průměr         | 17–50 µm   | Pevnost v tahu             | 80–839 MPa                     |
| Navlhavost     | 11 %       | Odolnost proti chemikáliím | nestálé proti silným kyselinám |

## Zpracování a použití sisalu

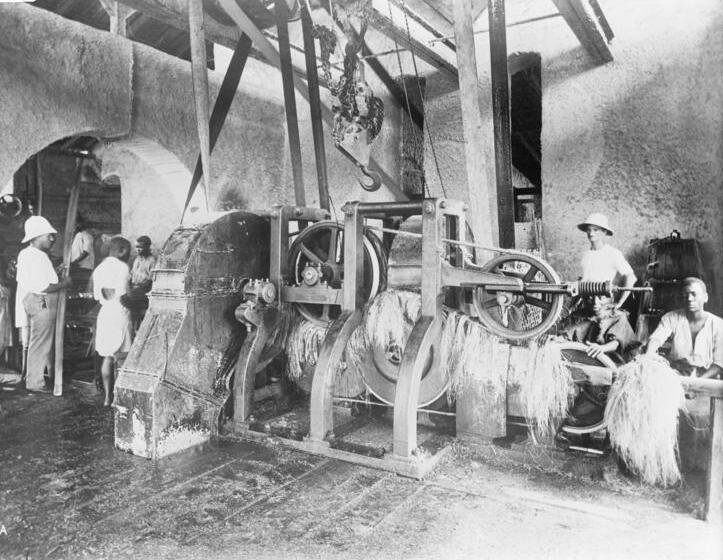
Dekortikace sisalu v Německé východní Africe na začátku 20. století

Rostlina sestává z 50–65 listů, každý váží 0,5–1,5 kg a obsahuje 4–7 % spřadatelných vláken. Hektarový výnos z pěstování agave dosahoval na začátku 21. století cca 1 tunu vláken.
Sisalová vlákna se mechanicky oddělují od dužiny listů agave na tzv. dekortikátoru (v principu 2 potěrací bubny za sebou, výkon až 200 tun za směnu, obsluha 8-10 pracovníků), napouštějí asi 10 % minerálního oleje a nechávají 2–4 dny uležet.
V přádelně procházejí svazky vláken „česacím“/vochlovacím strojem a podle délky se  rozdělují na 4 třídy (od 60 do 110 cm). Potom následuje  protahování a družení pramenů vláken na 4–5 pasážích protahovacích strojů (s hřebenovým průtahovým ústrojím). Dopřádání se provádí na křídlovém stroji. Za jemné příze se označují výrobky pod 25 ktex, nejjemnější se vypřádají asi do 7 ktex, zákrut příze bývá 40–100/m. 
 Barvení sisalu je obtížné. Před zpracováním se musí vlákna odklížit a zpravidla  bělit. Barví se  reaktivními barvivy ve vločce.

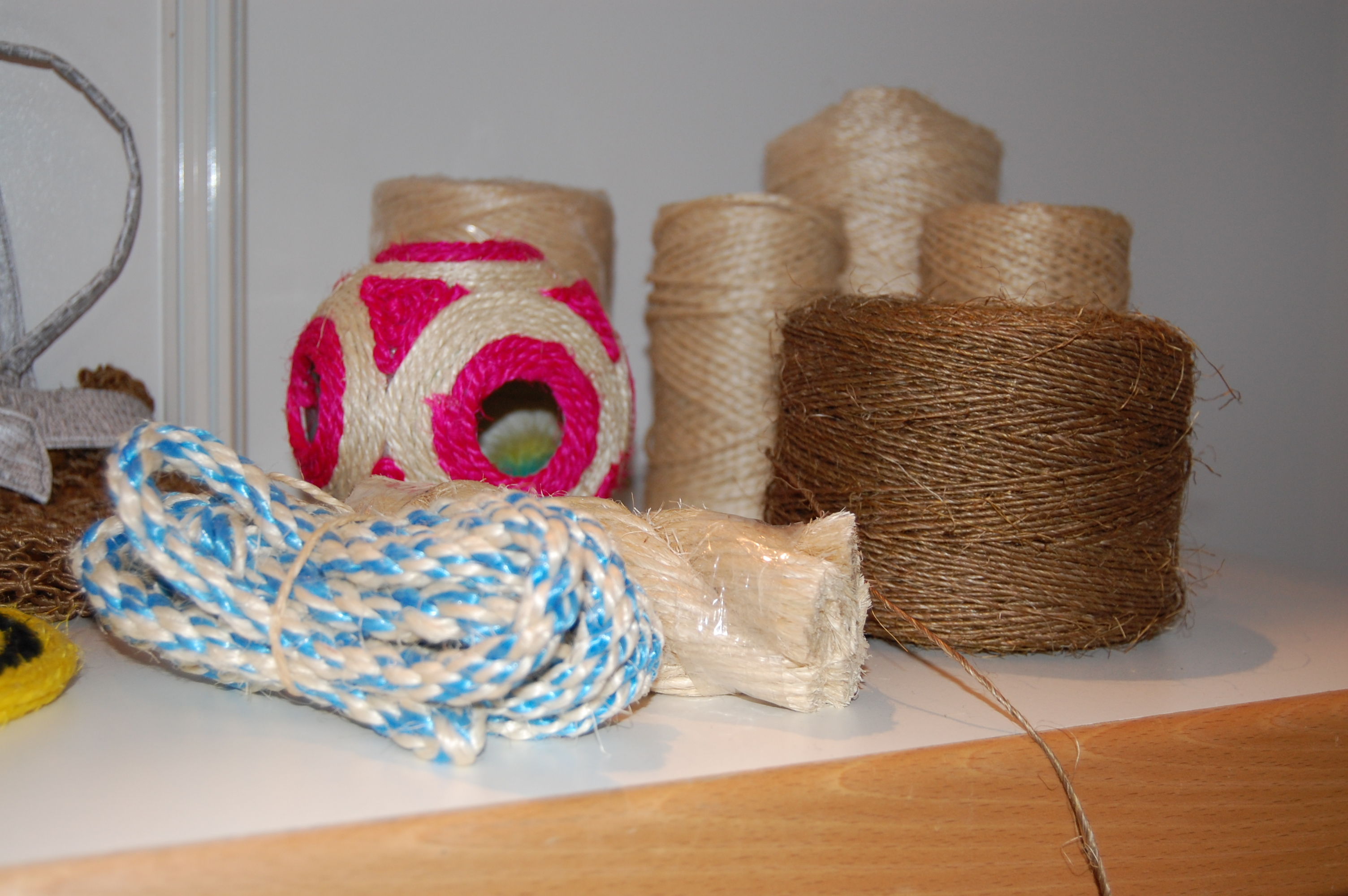
Výrobky ze sisalu

Většina sisalových přízí se zpracovává splétáním na šňůry a lana. Například Brazílie vyváží jednoduché příze 1430 tex (700m/kg) s pevností v tahu nejméně 25 kg a trojmo skané příze 5000 tex (200 m/kg), které snášejí zatížení 170 kg. Brazilská sisalová lana o průměru 38 mm snášejí zatížení 9,5 tun.
Asi 10 % přízí se tká s použitím na koberce, bytové textilie a příp. na lešticí kotouče. Tkaniny se také bělí a barví (barvení je obtížnější než např. u bavlny).
Spotřeba sisalových vláken dosáhla vrcholu na začátku 21. století, od té doby neustále klesá. V 1. dekádě se odhadoval podíl textilií na celkové spotřebě sisalu asi na 70 % (60 % šňůry a lana, 8 % koberce a 5 % technické textilie), zbytek se použil na výrobu papíru.

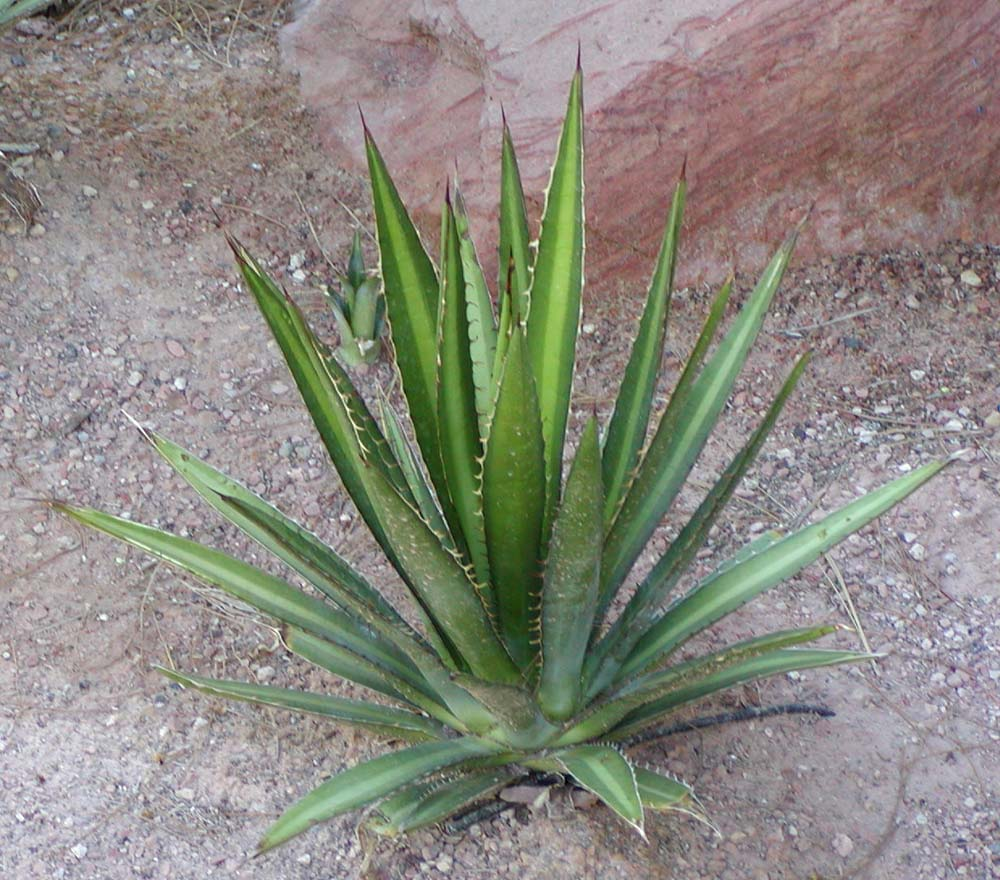
Agave lecheguilla (Ukázka pouštních rostlin v Las Vegas)

Sisal se také používá k výrobě kvalitních terčů na hru šipky a využívá se též při výrobě luxusních dámských klobouků a čelenek [zdroj?].

## Ostatní druhy agáve pěstované na textilní vlákna
Nejznámější z nich je henequén. Ostatní druhy dávají ročně celkem asi 3 000 tun vláken. Jsou to:
Na Filipínách cantala a americana, v San Salvadoru letonae, lecheguilla (viz dolní snímek) a funkiana. se dají použít jen na štětiny kartáčů.